# Herrin, Illinois
Herrin là một thành phố thuộc quận Williamson, tiểu bang Illinois, Hoa Kỳ. Năm 2010, dân số của thành phố này là 12501 người.

## Dân số
Dân số qua các năm:
- Năm 2000: 11298 người.
- Năm 2010: 12501 người.